# Арамбарри-и-Гарате, Хесус
Хесу́с Ара́мбарри-и-Га́рате (исп. Jesús Arámbarri y Gárate; 13 апреля 1902, Бильбао — 11 июля 1960, Мадрид) — испанский композитор и дирижёр баскского происхождения. Принадлежит к числу композиторов, выводивших баскскую национальную музыку в большой мир (Хесус Гуриди, Хосе Мария Усандисага, отец Доностия и проч.). С другой стороны, Арамбарри опирался на достижения испанских национальных композиторов Серебряного века, таких как Исаак Альбенис и Мануэль де Фалья.

## Биография
Родился и вырос в Бильбао. Там же учился в консерватории, где его главным наставником был Хесус Гуриди, затем в Париже у Поля Ле Флема и Поля Дюка и наконец (1932) в Базеле у Феликса Вайнгартнера. Кроме того, среди учителей Арамбарри в области дирижирования был работавший в Бильбао Владимир Гольшман.
После возвращения в Бильбао (1933) Арамбарри посвятил себя преимущественно дирижированию, возглавив Симфонический оркестр Бильбао и много сделав для его превращения в профессиональный коллектив. Также он ездил по стране, способствуя развитию музыкальной культуры; в том числе исполнял большие хоровые сочинения с баскскими хорами. Арамбарри был профессором  Мадридской консерватории, дирижёром Мадридского симфонического оркестра. В 1953 году стал главным дирижёром Муниципального симфонического духового оркестра Мадрида. Он умер прямо во время концерта в мадридском парке Ретиро.

## Композиторское наследие
Основные произведения Арамбарри, в значительной степени основанные на баскском музыкальном материале, созданы им на рубеже 1920-30-х гг. В их числе, прежде всего, прелюд для оркестра «Ведьмы в канун Нового года» (баск. Gabon zar Sorgiñak; 1930) и Восемь баскских песен для сопрано с оркестром (1931). После возвращения в Испанию он сочинял мало; среди его работ последующих лет выделяются две мемориальные пьесы — «Приношение» (исп. Ofrenda; 1946) памяти Мануэля де Фальи и «In Memoriam» памяти поэта и музыковеда Хуана Карлоса Гортасара, а также сарсуэла «Южный ветер» (исп. Viento Sur) и балет «Айко-Майко» (баск. Aiko-Maiko).

## Список сочинений
- Сочинения для сцены
  - «Айко-Майко» (баск. Aiko-Maiko), балет (1932).
  - «Южный ветер» (исп. Viento Sur), сарсуэла в двух действиях (1952).
- Вокальные сочинения
  - Восемь баскских песен для сопрано и оркестра (1931/1932). Обработка любовных и колыбельных песен из сборников Ресуррексьона де Аскуэ и отца Доностии.
  - «Кастилия» для сопрано, хора и оркестра, на слова Мануэля Мачадо (1941).
- Сочинения для оркестра
  - «Ведьмы в канун Нового года» (баск. Gabon zar Sorgiñak, прелюд G-dur для оркестра (1930).
  - «Испанская фантазия» (исп. Fantasía española) D-dur для оркестра.
  - Четыре экспромта для оркестра (до 1933).
  - «In Memoriam», элегия cis-moll для оркестра, памяти Хуана Карлоса Гортасара[2] (1930/1939?). Цитирует Dies irae и «Так поют дети» (исп. Así cantan los chicos) Гуриди, текст которой принадлежит Гортасару.
  - «Приношение» (исп. Ofrenda) e-moll для оркестра, памяти Мануэля де Фальи (1946). Цитирует музыку де Фальи.
  - «Посвящение» (исп. Dedicatoria) для оркестра, памяти Хавьера Арискеты[3] (1949).
- Камерная музыка
  - Струнный квартет D-dur (до 1933).
  - Элегическая песнь (исп. Canto elegíaco) для фортепиано, в честь Арриаги (до 1933?).

## Записи

### В качестве дирижёра
Выпущенные на грампластинках
- Арриага. Симфония d-moll. Увертюра к «Счастливым невольникам». Увертюра F-dur («Нонет»).
- Торроба. «Кастильский» концерт и другие сочинения для гитары. — ODYSSEY 32 16 0113.
- М. де Фалья. «Ночи в садах Испании» (фортепиано — Алисия де Ларроча). — EMI.
- М. де Фалья. «Любовь-волшебница». — EMI.
- Эспла. «Песни взморья» (Canciones Playeras). — EMI.

Выпущенные на компакт-дисках
- (1959)[4] Гуриди. Десять баскских мелодий. «Приношение Уолту Диснею». Танец с мечом из «Амайи». — EMI.

### В качестве композитора
В скобках указана дата выхода диска.
- (1999) Арамбарри. Восемь баскских песен. «Айко-Майко» (сюита). «In memoriam». «Ведьмы в канун Нового года» (Maria Bayo, Cristian Mandeal) — CLAVES CD 50-2001. Архивная копия от 2 апреля 2015 на Wayback Machine
- (2003) Арамбарри. Восемь баскских песен. «Испанская фантазия». Четыре экспромта. «In memoriam». «Ведьмы в канун Нового года». «Приношение». Симфоническая интермедия из «Южного ветра» (Itxaro Mentxaka, Juan José Mena) — Naxos 8.557275. Архивная копия от 1 декабря 2015 на Wayback Machine